# Margot van Geffen
Margot van Geffen (Tilburg, 23 novembre 1989) è una hockeista su prato olandese.

## Palmarès

### Olimpiadi
- 2 medaglie:
  - 1 oro (Londra 2012)
  - 1 argento (Rio de Janeiro 2016)

### Mondiali
- 1 medaglia:
  - 1 oro (L'Aia 2014)

### Europei
- 3 medaglie:
  - 1 oro (Amstelveen 2017)
  - 1 argento (Londra 2015)
  - 1 bronzo (Boom 2013)

### Champions Trophy
- 1 medaglia:
  - 1 bronzo (Mendoza 2014)